# Francesco Longo (senatore)
Francesco Longo (Brescia, 1º gennaio 1802 – Faverzano, 29 marzo 1869) è stato un patriota e politico italiano, prima deputato, sia alla Camera del Regno di Sardegna sia a quella del Regno d'Italia, poi senatore.

## Biografia
Figlio di Mario Longo e di Elena Torriceni, sposò Elisa Lechi. Ebbe una figlia, Elena, che sposo Alessio Agliardi di Bergamo.
Nel 1848 partecipò ai moti rivoluzionari della città di Brescia. Entrato a far parte del Governo provvisorio provinciale e della nuova Congregazione Municipale, fu il delegato che sottoscrisse la capitolazione dei rivoluzionari alle forze austriache. Si trasferì quindi in Piemonte e ritornò nel bresciano solo dopo gli eventi della seconda guerra d'indipendenza.
Alle elezioni politiche del 25 marzo 1860 si candidò per il collegio di Bagnolo vincendo al turno di ballottaggio. Alle elezioni dell'anno dopo si candidò per il collegio di Leno che univa i comuni appartenenti alla soppressa circoscrizione bagnolese. Dovette affrontare l'onorevole Cesare Beccalossi, rappresentante del collegio lenese alle precedenti elezioni, e riuscì a essere eletto al turno di ballottaggio.
Il 30 novembre 1862 fu nominato Senatore del Regno d'Italia. 
Nel 1867 fu eletto al consiglio provinciale come rappresentante del mandamento di Bagnolo.
Morì improvvisamente il 29 marzo 1869 a Faverzano, presso la villa di famiglia. 